# Аутплейсмент
Аутпле́йсмент (англ. outplacement; от out — вне + placement — определение на должность) — термин в менеджменте и управлении персоналом, связанный с деятельностью работодателя по трудоустройству увольняемых сотрудников. 

## Услуга аутплейсмента
Аутплейсмент как вид HR-консалтинга оказывают кадровые и рекрутинговые агентства. Потребность в нём возникает в случаях реорганизации компании, необходимости сокращения персонала. Суть услуги сводится к тому, что компания вынуждена расстаться с компетентным и квалифицированным сотрудником, для которого в новых условиях нет места в компании. Аутплейсмент (или как ещё называют консультирование и помощь в развитии карьеры) позволяет смягчить негатив от самого факта увольнения, проявить заботу о человеке и, таким образом, кроме помощи в дальнейшем трудоустройстве сохраняет позитивный имидж компании в глазах увольняемых сотрудников. 
Может включать в себя:
- консультации по трудоустройству сокращаемых сотрудников за счёт бывшего работодателя;
- услуга по консультированию и продвижению на рынок труда сокращаемого персонала;
- услуга по организации процесса увольнения сотрудников наиболее щадящим способом, форма расторжения трудовых отношений между компанией и работниками, предусматривающая привлечение специализированных организаций в целях оказания помощи в трудоустройстве уволенным сотрудникам.

Программа аутплейсмента применяется в тех случаях, когда увольнение не является следствием невыполнения работником своих обязанностей, а связано с процессом реорганизации, сокращения штата или ликвидации предприятия. Аутплейсмент не касается юридической стороны вопроса. Заказчиком этой услуги являются юридические лица, компании, коммерческие организации.

## Содержание процесса аутплейсмента
Аутплейсмент состоит из следующих частей:
1. Проведение анализа профессионализма работника. 2. Обучение работника написанию резюме, сопроводительного письма, прохождению собеседования. 3. Консультирование руководителя фирмы и работника по бесконфликтному увольнению. 4. Оказание помощи работнику в составлении стратегии поиска новой работы, а именно описание последовательности действий, методов поиска работы и др. 5. Советы работнику по прохождению испытательного срока на новом месте работы.
Более детально процесс включает в себя следующие пакеты услуг:
Информационный пакет
- Консультации по рынку труда, анализ ситуации на рынке труда
- Консультации по вопросам Трудового законодательства
- Составление списка ведущих кадровых агентств, , потенциальных компаний работодателей

Программа «продвижения» кандидата на рынке труда
- Подготовка рекомендательных писем, характеристик
- Обучение эффективным приемам поиска работы и борьбе со стрессами
- Разработка и профессиональное составление резюме
- Рассылка резюме в ведущие кадровые агентства; размещение резюме на интернет порталах по трудоустройству; рассылка прямым потенциальным работодателям
- Тренинг по прохождению собеседования при приеме на работу, включая речь, мимику, жесты
- Отработка приемов телефонного общения

Психологический пакет
- Оценка профиля личности, определение потенциала кандидата
- Разработка индивидуальных планов поиска работы
- Психологическая поддержка на любой стадии этапа трудоустройства и адаптации

Технический пакет
- Обеспечивает доступ в Интернет для поиска вакансий
- Обеспечение возможностью пользоваться электронной почтой и факсом для рассылки резюме прямым работодателям и ведущим кадровым агентствам

## Преимущества использования аутплейсмента
Основные преимущества аутплейсмента:
- Применение аутплейсмента при увольнении помогает избежать многих судебных разбирательств и других проблем, связанных с увольнением.
- Иногда бывший работник компании может ей помочь в каком-то вопросе, и только от того, как произошло увольнение, зависит его решение о помощи.
- В период кризиса и вынужденного сокращения штатов особенно аккуратно необходимо подойти к процессу увольнения, ведь придёт то время, когда потребуется снова нанимать специалистов, а «выращенные» компанией, но впоследствии уволенные работники, не захотят возвращаться в компанию.
- Применение аутплейсмента важно и для поддержания хорошего отношения работников компании к руководству, лояльного их отношения к кадровой политике предприятия.
- При увольнении сотрудника с помощью применения аутплейсмента, руководитель может быть уверен в сохранении сотрудником коммерческой тайны, информации о компании, которую не должны знать конкуренты.
- Эффективный аутплэйсмент позволяет компании избежать лишних социальных выплат.
- Мягкое увольнение позволяет избежать стресса, психологического расстройства сотрудника, которого сократили.

## Аутплейсмент для руководителей и топ-менеджмента
Интересный вариант аутплейсмента — это так называемое «конфиденциальное» или «закрытое» увольнение. «Закрытый» аутплейсмент — это увольнение высокопоставленного сотрудника, который ничего об этом не подозревает. То есть если топ-менеджер компании по каким-то причинам не сошёлся с руководством и от него хотят избавиться, то увольнять его напрямую часто опасно. Он может навредить компании, уйдя к конкурентам, или запросить значительную компенсацию, а в данном случае суммы обычно немалые. Стараясь избежать возможных неприятных последствий, фирма «заказывает» работника кадровому агентству, и для кандидата готовится несколько интересных предложений, от которых он не сможет отказаться. В итоге сотрудник сам с радостью уходит из компании на новую интересную работу.

## Интернет-ресурсы
Аутплейсмент. Дата обращения: 25 сентября 2010. Архивировано из оригинала 13 апреля 2012 года.Аутплейсмент. Дата обращения: 25 сентября 2010. Архивировано 13 марта 2012 года.Что такое аутплейсмент (недоступная ссылка — история). Дата обращения: 25 сентября 2010.
Аутплейсмент – искусство увольнять. Дата обращения: 25 сентября 2010.
Аутплейсмент. Дата обращения: 25 сентября 2010. Архивировано 13 марта 2012 года.Аутплейсмент. Дата обращения: 25 сентября 2010. Архивировано из оригинала 27 ноября 2013 года.